# 上村忠男
上村 忠男（うえむら ただお、1941年12月7日- ）は、日本の歴史学者。東京外国語大学名誉教授。ルネサンス、近世哲学期から20世紀イタリア現代思想までのイタリア思想史の原典訳・研究を多く刊行している。

## 略歴
1941年、兵庫県尼崎市生まれ。東京大学教養学部国際関係論分科を卒業し、同大学院社会学研究科修士課程を修了。
東京外国語大学外国語学部助教授となり、後に教授昇進。大学では、イタリア語学科、総合文化講座を担当した。2003年より大学院地域文化研究科教授。2005年に東京外国語大学を定年退職し、名誉教授となった。
2018年に第三回須賀敦子翻訳賞を受賞した。

## 著書

### 単著
- 『ヴィーコの懐疑』（みすず書房） 1988
- 『クリオの手鏡 - 20世紀イタリアの思想家たち』（平凡社選書） 1989
  - 増訂改題『現代イタリアの思想をよむ』（平凡社ライブラリー） 2009
- 『歴史家と母たち - カルロ・ギンズブルグ論』（未來社） 1994
- 『ヘテロトピアの思考』（未來社） 1996
- 『バロック人ヴィーコ』（みすず書房） 1998
- 『超越と横断 - 言説のヘテロトピアへ』（未來社） 2002
- 『歴史的理性の批判のために』（岩波書店） 2002
- 『グラムシ 獄舎の思想』（青土社） 2005
- 『韓国の若い友への手紙 - 歴史を開くために』（岩波書店） 2006
- 『無調のアンサンブル』（未來社） 2007
- 『ヴィーコ - 学問の起源へ』（中公新書） 2009
- 『知の棘 - 歴史が書きかえられる時』（岩波書店） 2010
- 『カルロ・レーヴィ 「キリストはエボリで止まってしまった」を読む ファシズム期イタリア南部農村の生活』（平凡社ライブラリー） 2010
- 『ヘテロトピア通信』（みすず書房） 2012
- 『回想の1960年代』（ぷねうま舎） 2015
- 『ヴィーコ論集成』（みすず書房） 2017
- 『ヘテロトピアからのまなざし』（未來社、ポイエーシス叢書） 2018
- 『アガンベン《ホモ・サケル》の思想』（講談社選書メチエ） 2020
- 『独学の思想』（未來社） 2023。学問的自伝
- 『歴史をどう書くか　カルロ・ギンズブルグの実験』（みすず書房） 2023

### 編著・共編
- 川田順造 共編『文化の未来 - 開発と地球化のなかで考える』（未來社） 1997
- 『国民革命幻想 - デ・サンクティスからグラムシへ』（未來社） 2000
- 『歴史を問う』全6巻（岩波書店） 2001 - 大貫隆, 月本昭男, 二宮宏之, 山本ひろ子と編集委員
- 『沖縄の記憶 / 日本の歴史』（未來社） 2002

## 翻訳
- 『長い旅 - ファシズムと永続革命の世代』（ルッジェロ・ザングランディ、サイマル出版会） 1973
- 『呪術的世界 - 歴史主義的民族学のために』（エルネスト・デ・マルティーノ、平凡社） 1988
- 『学問とわれわれの時代の運命 - ヴィーコからヴェーバーへ』（カール・レーヴィット、山之内靖共訳、未來社） 1989
- 『アウシュヴィッツと表象の限界』（ソール・フリードランダー編、未來社） 1994
- 『完全言語の探求』（ウンベルト・エーコ、廣石正和共訳、平凡社） 1995 / 平凡社ライブラリー 2011
- 『革命と反復 - マルクス / ユゴー / バルザック』（ジェフリー・メールマン、山本伸一共訳、太田出版） 1996
- 『国民革命幻想 デ・サンクティスからグラムシへ』（編訳、未來社、転換期を読む） 2000
- 『バロックのイメージ世界 - 綺想主義研究』（マリオ・プラーツ、尾形希和子・廣石正和・森泉文美共訳、みすず書房） 2006
- 『アントニオ・ネグリ講演集』（アントニオ・ネグリ、監訳、堤康徳・中村勝己訳、ちくま学芸文庫） 2007
- 『エドワード・サイード - 対話は続く』（ホミ・K・バーバ、W・J・T・ミッチェル編、 八木久美子・粟屋利江共訳、みすず書房） 2009 - サイードについての追悼文集
- 『哲学者の使命と責任』（ジャンニ・ヴァッティモ、法政大学出版局、叢書・ウニベルシタス） 2011
- 『死後に生きる者たち 〈オーストリアの終焉〉前後のウィーン展望』（マッシモ・カッチャーリ、みすず書房） 2013
- 『プロレタリアートの理論のために マルクス主義批判論集』（ジョルジュ・ソレル、竹下和亮・金山準共訳、未來社、転換期を読む） 2014
- 『抑止する力 政治神学論』（マッシモ・カッチャーリ、月曜社） 2016
- 『歴史の喩法 ホワイト主要論文集成』（ヘイドン・ホワイト、編訳、作品社） 2017
- 『実用的な過去』（ヘイドン・ホワイト、監訳、岩波書店） 2017
- 『野蛮のハーモニー ホロコースト史学論集』（ダン・ストーン、編訳、みすず書房） 2019
- 『生の館』（マリオ・プラーツ、監訳、中山エツコ訳、みすず書房） 2020
- 『純粋行為としての精神の一般理論』（ジョヴァンニ・ジェンティーレ、月曜社、シリーズ・古典転生） 2024
- 『ヨーロッパの地理哲学』（マッシモ・カッチャーリ、講談社選書メチエ） 2025

### ベネデット・クローチェ
- 『クローチェ政治哲学論集』（ベネデット・クローチェ、法政大学出版局、叢書・ウニベルシタス） 1986
- 『ヴィーコの哲学』編訳（ベネデット・クローチェ、未來社、転換期を読む） 2011
- 『ヘーゲル弁証法とイタリア哲学』（スパヴェンタ, クローチェ, ジェンティーレの編訳注解、月曜社、シリーズ古典転生） 2012

### ガヤトリ・C・スピヴァク
- 『サバルタンは語ることができるか』（G・C・スピヴァク、みすず書房） 1998
- 『ポストコロニアル理性批判 - 消え去りゆく現在の歴史のために』（スピヴァク、本橋哲也共訳、月曜社） 2003
- 『ある学問の死 - 惑星思考の比較文学へ』（スピヴァク、鈴木聡共訳、みすず書房） 2004

### アントニオ・グラムシ
- 『新編 現代の君主』（アントニオ・グラムシ、青木書店） 1994／ちくま学芸文庫 2008
- 『知識人と権力 － 歴史的-地政学的考察』編訳（アントニオ・グラムシ、みすず書房、みすずライブラリー） 1999
- 『革命論集』編訳（アントニオ・グラムシ、講談社学術文庫） 2017

### ジャンバッティスタ・ヴィーコ
- 『学問の方法』（ジャンバッティスタ・ヴィーコ、佐々木力共訳、岩波文庫） 1987
- 『イタリア人の太古の知恵』（ヴィーコ、法政大学出版局、叢書・ウニベルシタス） 1988
- 『新しい学』（ヴィーコ、全3巻：法政大学出版局、叢書・ウニベルシタス） 2007 - 2008／新編・全2巻（中公文庫） 2018
- 『ヴィーコ自伝』（ヴィーコ、平凡社ライブラリー） 2012
- 『新しい学の諸原理　一七二五年版』（ヴィーコ、京都大学学術出版会） 2018
- 『普遍法』編訳・註解（ヴィーコ、ぷねうま舎） 2022 - 「新しい学」実質上の第一稿

### カルロ・ギンズブルグ
- 『夜の合戦　16-17世紀の魔術と農耕信仰』（カルロ・ギンズブルグ、みすず書房） 1986
- 『裁判官と歴史家』（カルロ・ギンズブルグ、堤康徳共訳、平凡社） 1992／ちくま学芸文庫 2012
- 『歴史・レトリック・立証』（カルロ・ギンズブルグ、みすず書房） 2001
- 『歴史を逆なでに読む』（カルロ・ギンズブルグ、みすず書房） 2003
- 『ミクロストリアと世界史 歴史家の仕事について』編訳（カルロ・ギンズブルグ、みすず書房） 2016
- 『政治的イコノグラフィーについて』（カルロ・ギンズブルグ、みすず書房） 2019
- 『それでも。マキァヴェッリ、パスカル』（カルロ・ギンズブルグ、みすず書房） 2020
- 『恥のきずな 新しい文献学のために』編訳（カルロ・ギンズブルグ、みすず書房） 2022
- 『どの島も孤島ではない　イギリス文学瞥見』（カルロ・ギンズブルグ、みすず書房） 2023
- 『自由は脆い』（カルロ・ギンズブルグ、みすず書房） 2024

### ジョルジョ・アガンベン
- 『アウシュヴィッツの残りのもの - アルシーヴと証人』（ジョルジョ・アガンベン、廣石正和共訳、月曜社） 2001、新装版 2022
- 『残りの時 - パウロ講義』（ジョルジョ・アガンベン、岩波書店） 2005
- 『瀆神』（アガンベン、堤康徳共訳、月曜社） 2005、新装版 2014
- 『幼児期と歴史 - 経験の破壊と歴史の起源』（アガンベン、岩波書店） 2007
- 『例外状態』（アガンベン、中村勝己共訳、未來社） 2007
- 『いと高き貧しさ - 修道院規則と生の形式』（アガンベン、太田綾子共訳、みすず書房） 2014、新装版 2022
- 『到来する共同体』（ジョルジョ・アガンベン、月曜社、叢書エクリチュールの冒険） 2012、新装版 2015
- 『身体の使用 - 脱構成的可能態の理論のために』（ジョルジョ・アガンベン、みすず書房） 2016
- 『哲学とはなにか』（ジョルジョ・アガンベン、みすず書房） 2017
- 『実在とは何か マヨラナの失踪』（アガンベン、講談社選書メチエ） 2018
- 『カルマン　行為と罪過と身振りについて』（アガンベン、みすず書房） 2022
- 『現実化しえないもの　存在論の政治に向けて』（アガンベン、みすず書房） 2025

## 論文
- <上村忠男